# Jimmy Janssens
Jimmy Janssens (født 30. maj 1989 i Herentals) er en cykelrytter fra Belgien, der er på kontrakt hos Alpecin-Deceuninck.